# Гай Арений
Гай Арений (Gaius Arennius) е политик на Римската република през края на 3 век пр.н.е. по време на втората пуническа война и на първата римско-македонска война.
Произлиза от плебейската фамилия Арении. Вероятно е брат на Луций Арений (народен трибун 210 пр.н.е.).
През 210 пр.н.е. той е народен трибун с колеги Марк Лукреций, Луций Арений и Луций Атилий по времето на консулата на Марк Клавдий Марцел и Марк Валерий Левин.